# Narciso Rojas Rodríguez
Narciso Rojas Rodríguez (Temuco, 29 de octubre de 1897 - Santiago, 1978). Obrero y político socialista chileno. Hijo de Juan de Dios Rojas y de Margarita Rodríguez. Casado en Villarrica, con Raquel Arias Reyes (1929).
Se desempeñó como estucador y obrero de construcción desde 1929. Dirigente sindical y militante del Partido Socialista.
Fue elegido Diputado por la 21.ª agrupación departamental de Temuco, Imperial y Villarrica (1941-1945). Integró la Comisión de Agricultura y Colonización.